# Frans Dubois
Frans Dubois is een Belgisch dirigent en muziekpedagoog.
Hij studeerde in zijn geboortestad Antwerpen aan het Koninklijk Vlaams Muziekconservatorium. Zijn voornaamste leermeester aldaar was Flor Peeters waarmee hij een nauwe band had en bij wie hij cum laude afstudeerde. Daarna was hij eerste laureaat van de wedstrijd Verrept-Brouwers voor interpretatie van de orgelwerken van Johann Sebastian Bach. Hij studeerde verder orkestdirectie bij Daniel Sternefeld. Daarna ging hij voor verdere studie orkestdirctie bij Carlo Melles en Herbert von Karajan. Ook in Boedapest studeerde hij bij befaamde pedagogen zoals Gabor Friss en Elysabeth Szönyi die door zijn toedoen aan het Antwerpse Conservatorium gastcolleges kwamen geven over de zogenaamde Kodály methode. Zoltán Kodály kende hij persoonlijk. 
Ondertussen werd hij aangesteld als jongste docent aan het Conservatorium en had hij in Schilde en Wijnegem een muziekacademie opgericht die de naam van Zoltán Kodály draagt. Hij was gedurende twaalf jaar sonorisator bij de toenmalige BRT. In 1971 werd hij in opvolging van Lodewijk De Vocht en Frits Celis aangesteld als dirigent van de Koninklijke Chorale Caecilia. Veel concerten werden gegeven voor het Festival van Vlaanderen en de BRT. Voor het Franse label Arion werd een plaatopname gemaakt van het toen onbekende werk De Zeven Kruiswoorden van Charles Gounod. Voor de BRT maakte hij ook een televisiefilm van het Drama Christi van Peter Benoit. Hij werkte zowel met het orkest van de Vlaamse opera als met de Antwerpse Filharmonie waarmee hij ook de Vlaamse dansen van Willem Kersters opnam voor de BBC televisie. Met de Cappella Caecilia behaalde hij successen in binnen- en buitenland zowel op concerten als op internationale wedstrijden. Sinds 1989 is hij muziekdirecteur (kapelmeester) in de historische Sint Pauluskerk van Antwerpen waar jaarlijks een tiental missen met orkest worden uitgevoerd die worden bijgewoond door belangstellenden uit binnen- en buitenland.